# Stefan de Vrij
Stefan de Vrij (ur. 5 lutego 1992 w Ouderkerk aan den IJssel) – holenderski piłkarz, występujący na pozycji obrońcy we włoskim klubie Inter Mediolan oraz w reprezentacji Holandii.
Srebrny medalista Ligi Narodów UEFA 2018/2019, brązowy medalista Mistrzostw Świata 2014, uczestnik Mistrzostw Europy 2020.

## Kariera klubowa
De Vrij grał w lokalnym klubie vv Spirit przez pięć sezonów. W wieku 10 lat wystąpił na turnieju młodych talentów w Feyenoordzie. Po meczu towarzyskim przeciwko ARC zaproponowano mu dołączenie do szkółki Feyenoordu. Stefan szybko się rozwijał i był jednym z pierwszych piłkarzy, którzy po grze w drużynie U-15 ominęli jeden szczebel i od razu awansowali do U-17. 7 lipca 2009 podpisał swój pierwszy profesjonalny kontrakt z Feyenoordem, który obowiązywał do lata 2012. 24 września 2009 zadebiutował w pierwszej drużynie. Zastąpił Kelvina Leerdama w 57. minucie spotkania przeciwko Herkemase Boys w Pucharze KNVB. 6 grudnia 2009 zadebiutował w Eredivisie w spotkaniu z FC Groningen, gdy zastąpił Denny’ego Landzaata w 89. minucie. Od sezonu 2012/2013, przez dwa lata, był kapitanem drużyny. Latem 2014 podpisał kontrakt z Lazio, do którego przeszedł za 9 mln euro. W lipcu 2018, na zasadzie wolnego transferu, został zawodnikiem Interu Mediolan, z którym związał się umową do 2023.

## Kariera reprezentacyjna
21 listopada 2007 zadebiutował w reprezentacji Holandii U-16. Holandia pokonała Ukrainę, a De Vrij zagrał od pierwszych minut meczu.
Wystąpił na Mistrzostwach Europy U-17 2009. Drużyna Holandii, w której występowało siedmiu piłkarzy Feyenoordu zajęła 2. miejsce. W finale Holendrzy przegrali z Niemcami po dogrywce.
Swój debiut w kadrze narodowej zaliczył 15 sierpnia 2012 w sparingu z Belgią (2:4). Na Mistrzostwach Świata 2014 w Brazylii był podstawowym graczem Holandii, z którą sięgnął po brązowy medal.

## Sukcesy

### Lazio
- Superpuchar Włoch: 2017

### Inter Mediolan
- Mistrzostwo Włoch: 2020/2021
- Puchar Włoch: 2021/2022, 2022/2023
- Superpuchar Włoch: 2021, 2022, 2023

### Reprezentacyjne
- Wicemistrzostwo Ligi Narodów UEFA: 2018/2019
- 3. miejsce na Mistrzostwach świata: 2014

### Wyróżnienia
- Najlepszy obrońca sezonu Serie A: 2019/2020[9]
- Drużyna sezonu Serie A: 2019/2020[10], 2020/2021[11]
- Drużyna sezonu Ligi Europy UEFA: 2019/2020[12]